# أجعونة (زاوية سيدي عبد القادر)
أجعونة هي إحدى مشيخات المملكة المغربية، تتبع جغرافيا لإقليم الحسيمة وإداريًا لزاوية سيدي عبد القادر. يقدر عدد سكانها بـ 1019 نسمة حسب الإحصاء الرسمي للسكان والسكنى لسنة 2004.